# Thera istriana
Thera istriana är en fjärilsart som beskrevs av Naufock 1913. Thera istriana ingår i släktet Thera och familjen mätare. Inga underarter finns listade i Catalogue of Life.